# Alypiodes dugesii
Alypiodes dugesii là một loài bướm đêm trong họ Noctuidae.